# Emblema regional de Hong Kong

Emblema regional de Hong Kong

O atual emblema regional de Hong Kong começou a ser utilizado em 1º de julho de 1997, quando a soberania de Hong Kong foi transferida para a República Popular da China, e o emblema substituiu as Armas coloniais de Hong Kong. O emblema agora é chamado oficialmente de "Emblema Regional".
O emblema regional apresenta os mesmos elementos que a bandeira regional de Hong Kong dentro de um círculo. O anel branco externo é mostrado com o nome do território em chinês tradicional (ao contrário da forma simplificada), significando: "中華人民共和國香港特別行政區" e a forma curta em inglês, "Hong Kong".